# Weltinstitut vom heiligen Dominikus

Das Wappen mit dem Dominikanerkreuz

Das Wappen mit dem Mantel

Das Weltinstitut vom heiligen Dominikus ist ein römisch-katholisches Institut des geweihten Lebens. Die schweizerische Frauengemeinschaft ist kirchenrechtlich als Säkularinstitut anerkannt und ist Mitglied der Arbeitsgemeinschaft der Säkularinstitute in der Schweiz. 

## Das Säkularinstitut
Das Säkularinstitut ist dem Predigerorden der Dominikaner als  Dritter Orden der Dominikanerinnen angeschlossen und führt seine Gründung auf den heiligen Domingo de Guzmán (1170–1221) zurück. Auf der Suche nach neuen Wegen der Zusammenarbeit und der Verkündung des Evangeliums griffen die Gründerfrauen auf die Möglichkeit der weltlichen Orden zurück. Sie sind bestrebt nach den evangelischen Räten, inmitten der Welt, zu leben. Sie  erfüllen ihr Apostolat im Beruf und in Freundeskreisen. Sie leben und wohnen inmitten der weltlichen Gesellschaft in Wohngemeinschaften oder in Einzelhaushalten. Das gemeinschaftliche Leben wird in Kleingruppen erlebt, darüber hinaus treffen sich die Mitglieder einmal jährlich zu einer Woche der Begegnung und dreimalig zu Besinnungstagen.  Ihr Zentrum ist in Zug  beheimatet.